# ORAI2
ORAI2 (англ. ORAI calcium release-activated calcium modulator 2) – білок, який кодується однойменним геном, розташованим у людей на короткому плечі 7-ї хромосоми. Довжина поліпептидного ланцюга білка становить 254 амінокислот, а молекулярна маса — 28 570.
| 10         |  | 20         |  | 30         |  | 40         |  | 50         |
| ---------- |  | ---------- |  | ---------- |  | ---------- |  | ---------- |
| MSAELNVPID |  | PSAPACPEPG |  | HKGMDYRDWV |  | RRSYLELVTS |  | NHHSVQALSW |
| RKLYLSRAKL |  | KASSRTSALL |  | SGFAMVAMVE |  | VQLETQYQYP |  | RPLLIAFSAC |
| TTVLVAVHLF |  | ALLISTCILP |  | NVEAVSNIHN |  | LNSISESPHE |  | RMHPYIELAW |
| GFSTVLGILL |  | FLAEVVLLCW |  | IKFLPVDARR |  | QPGPPPGPGS |  | HTGWQAALVS |
| TIIMVPVGLI |  | FVVFTIHFYR |  | SLVRHKTERH |  | NREIEELHKL |  | KVQLDGHERS |
| LQVL       |  |            |  |            |  |            |  |            |

A: Аланін

C: Цистеїн

D: Аспарагінова кислота

E: Глутамінова кислота

F: Фенілаланін

G: Гліцин

H: Гістидин

I: Ізолейцин

K: Лізин

L: Лейцин

M: Метіонін

N: Аспарагін

P: Пролін

Q: Глутамін

R: Аргінін

S: Серин

T: Треонін

V: Валін

W: Триптофан

Локалізований у мембрані.